# A Year Without Rain
Az A Year Without Rain az amerikai Selena Gomez & the Scene együttes második stúdióalbuma. A korong 2010. szeptember 17-én jelent meg a Hollywood Records gondozásában. Olyan producerekkel és szerzőkkel dolgoztak, amelyek az első lemez munkálataiban is részt vettek, mint például Rock Mafia, ennek ellenére újabbak is érkeztek, például Katy Perry és Kevin Rudolf személyében. Az előző album legsikeresebb száma a Naturally volt, így ennek dalnak a stílusára épült az újabb lemez. Selena a korongot rajongóinak szánta, melyet tartalmas dalszövegekkel és több ritmussal szándékozott változatossá tenni. A művek elsősorban a szerelemről, szabadságról, valamint minden pillanat élvezetéről szólnak. Az album többségében pozitív értékeléseket kapott, többek között azt hangsúlyozták ki a kritikusok, hogy ez hatalmas fejlődés az első album után. Az első héten 66 000 példány kelt el belőle. 2011. augusztusára 685 000 vásárlója akadt a lemeznek az Egyesült Államokban.

## Háttér
2010 februárjában, egy interjú során Selena már utalást tett a közeledő albumra: "Másfajta, valamiféle reggae hangzás." Azt is említette, hogy a Naturally producereivel, Antonina Armato-val és Tim James-szel újra közösen dolgoztak. Azt is kifejtette, hogy ahelyett, hogy újabb kislemezt adna ki a Kiss & Tell albumról, inkább az új lemezt kezdi el készíteni, mely teljesen más lesz.
Később az is kiderült, hogy az album az első, sikeresen rögzített dal után kapta a címét. Gomez a részleteket is elmagyarázta: "Azon kívül, hogy összeállítottuk a dallistát, meg akartam bizonyosodni arról, hogy rajongóimnak tetszik-e az album, méghozzá úgy, hogy a kocsijukban lejátszottuk vagy iPod-jukra tettük fel őket." Gomez szerint az együttest sok számhoz a rajongóik inspirálták őket: "Azt kívánom, hogy nekik adhassam, mert nagyon sokat jelentenek nekem." A lemez vidám felvételek összessége, és dance/techno hangzásvilággal rendelkezik. Ezt az új stílust Selena a Naturally sikereivel magyarázta, véleménye szerint "Más érzés egy olyan dalt előadni, amelyet szeretek, szóval mikor visszamentem a stúdióba, már biztosabb voltam benne, milyen akarok lenni zeneileg."
2010 júliusában kiderült, hogy az egyik számot Katy Perry ajándékozta Selenának, melyben ráadásul a háttérvokálok is az amerikai énekesnő nevéhez fűződnek. Gomez később két mű címét árulta el: A Year Without Rain és Intuition. Augusztus 17-én nyilvánosságra került a dallista. Konkrét közreműködő énekesek nevei nem kerültek nyilvánosságra, viszont rengeteg pletyka terjedt, például Miley Cyrus-szal és Demi Lovato-val ígértek duetteket.

## Kislemezek
Az album első kislemeze, a Round & Round egy Kevin Rudolf által írt dal. 2010. június 22-én jelent meg. A kritikusok pozitív véleménnyel látták el a szerzeményt. A hozzá tartozó videó Budapesten készült. A második kislemez az A Year Without Rain, mely 2010. szeptember 7-én jelent meg.

## Dallista
|     | Cím                                     | Szerző(k)                                                              | Producer                  | Hossz |
| --- | --------------------------------------- | ---------------------------------------------------------------------- | ------------------------- | ----- |
| 1.  | Round & Round                           | Kevin Rudolf, Andrew Bolooki, Fefe Dobson, Jeff Halavacs, Jacob Kasher | Rudolf, Bolooki, Halavacs | 3:06  |
| 2.  | A Year Without Rain                     | Lindy Robbins, Toby Gad                                                | Gad                       | 3:54  |
| 3.  | Rock God                                | Katy Perry, Priese Prince LaMont Board, Victoria Jane Horn             | Rock Mafia                | 3:08  |
| 4.  | Off the Chain                           | Tim James, Antonina Armato, Devrim Karaoglu                            | Rock Mafia                | 4:03  |
| 5.  | Summer's Not Hot                        | Armato, James, Nadir Khayat                                            | Rock Mafia, RedOne        | 3:05  |
| 6.  | Intuition (közreműködik Eric Bellinger) | Gad, Eric Bellinger, Robbins                                           | Gad                       | 2:59  |
| 7.  | Spotlight                               | Peer Åström, Shelly Peiken, Adam Anders, Nikki Hassman                 | Åström, Anders            | 3:31  |
| 8.  | Ghost of You                            | Peiken, Jonas Jeberg, Rasmus Seebach                                   | Jeberg                    | 3:23  |
| 9.  | Sick of You                             | Matt Squire, Lucas Banker                                              | Squire                    | 3:23  |
| 10. | Live Like There's No Tomorrow           | Matt Bronleewe, Nicky Chinn, Andrew Fromm, Meghan Kabir                | Superspy                  | 4:07  |

| 3. | Naturally | Antonina Armato, Tim James, Devrím Karaoglu | 3:22 |

| 12. | Round & Round (Razor & Guido Club Vocal Mix Radio Remix) |  | 3:48  |
| 13. | A Kiss & Tell album alkotása                             |  | 15:00 |
| 14. | Videós üzenet Selena Gomez-től                           |  | 0:15  |

| 11. | Round & Round (Dave Audé Radio Remix)                      | Rudolf, Bolooki, Dobson, Halavacs, Kasher   | 3:33 |
| 12. | A Year Without Rain (EK's Future Classic Remix Radio Edit) | Gad, Robbins                                | 4:05 |
| 13. | Un Año Sin Lluvia (A Year Without Rain spanyol változata)  | Edgar Cortazar, Gad, Mark Portmann, Robbins | 3:30 |

| 14. | Round & Round (video)       | 3:26 |
| 15. | A Year Without Rain (video) | 3:29 |

| 1. | Girl Meets World (bővített kiadás)                 | 36:50 |
| 2. | Girl on Film (színfalak mögött)                    | 4:23  |
| 3. | A Year Without Rain Video Shoot (színfalak mögött) | 5:20  |
| 4. | Round & Round (video)                              | 3:26  |
| 5. | Naturally (video)                                  | 3:13  |

## Fordítás
- Ez a szócikk részben vagy egészben  az   A Year Without Rain című angol Wikipédia-szócikk fordításán alapul.  Az eredeti cikk szerkesztőit annak laptörténete sorolja fel. Ez a jelzés csupán a megfogalmazás eredetét és a szerzői jogokat jelzi, nem szolgál a cikkben szereplő információk forrásmegjelöléseként.